# Sofronio Española
Sofronio Española è una municipalità di quarta classe delle Filippine, situata nella Provincia di Palawan, nella regione di Visayas Occidentale.
Sofronio Española è formata da 9 baranggay:
- Abo-abo
- Iraray
- Isumbo
- Labog
- Panitian
- Pulot Center
- Pulot Interior (Pulot II)
- Pulot Shore (Pulot I)
- Punang